# Макларен, Питер
Пи́тер Макла́рен (англ. Peter McLaren, род. 2 августа 1948) —  представитель критической педагогики, марксистский исследователь, специализирующийся на социологии образования и критической этнографии. Его многочисленные работы переведены на 12 языков.
Детство провёл в Торонто и Виннипеге. В 1973 году получил степень бакалавра искусств в Университете Ватерлоо, специализируясь на елизаветинской драме. В 1974—1979 году работал учителем в начальной и средней школе, приобретая опыт взаимодействия с детьми в процессе обучения. Закончил докторантуру в 1983 году. В 1985—1993 годах преподавал в Майямском университете, где совместно с Анри Жиру на основании либертарной педагогики и гуманистического марксизма разработал эпистемологию критической педагогики.
Московская высшая школа социальных и экономических наук внесла книгу Макларена «Жизнь в школах: введение в критическую педагогику» в список 12 самых значительных произведений зарубежных авторов в области педагогической теории, политики и практики (в числе которых назывались также Паулу Фрейре, Иван Иллич, Пьер Бурдье).